# 阿羅馬 (密蘇里州)
阿羅馬（英語：Aroma）是位於美國密蘇里州牛頓縣的非建制地區。

## 歷史
阿羅馬的郵局於1910年設立，其後於1911年停運。

## 地理
阿羅馬所處的海拔為高於海平面373米（即1224英呎），而該地所採用的時區為UTC-6，即北美中部時區（CST）。同時該地設有夏令時間，為UTC-6調快一小時，即UTC-5（CDT）。